# Auguste Piccard
Auguste Antoine Piccard (Basileia, 28 de janeiro de 1884 – Lausana, 24 de março de 1962) foi um físico, inventor e explorador suíço.
Foi o inventor do batiscafo, espécie de submarino utilizado para pesquisas a grandes profundidades. Ele e seu irmão gêmeo Jean Piccard foram também balonistas. O seu filho Jacques Piccard desceu ao fundo da Fossa das Marianas e foi também um reconhecido hidronauta e explorador.

Participou da 4ª, 5ª, 6ª e 7ª Conferência de Solvay.

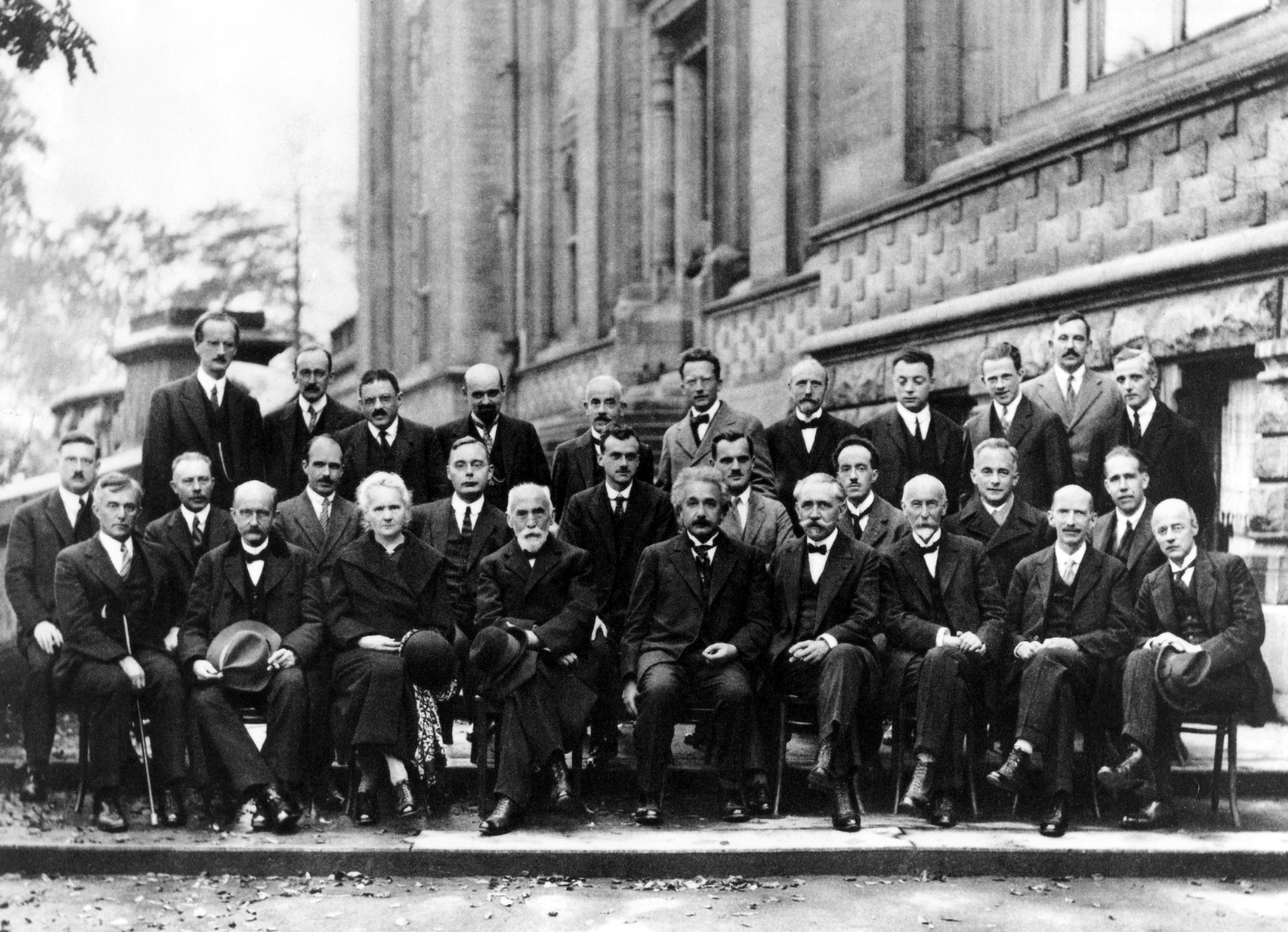
5ª Conferência de Solvay. Auguste Piccard aparece na última fila, na extremidade esquerda.

## A família Piccard
A família Piccard é conhecida pelos desafios de engenharia e exploração a que se propõe. O pai de Jacques, Auguste Piccard, bateu por duas vezes o recorde de máxima altitude num balão, em 1931–32. O filho de Jacques, Bertrand Piccard chefiou o primeiro vôo de balão à volta do mundo sem escalas, em março de 1999.
- Auguste Piccard (físico, aeronauta, balonista, hidronauta)
  - Jacques Piccard (hidronauta)
    - Bertrand Piccard (aeronauta, balonista)
- Jean Felix Piccard (químico orgânico, aeronauta, e balonista)
  - Jeannette Piccard (mulher de Jean Felix) (aeronauta e balonista)
    - Don Piccard (balonista)

## Nas artes
Auguste foi citado pelo compositor Paulo Vanzolini na música "Samba Erudito": "Fui ao fundo do mar / Como o velho Piccard / Só pra me exibir / Só pra te impressionar".

Além de ter inspirado o escritor belga Hergé na criação do Professor Girassol, personagem da história em quadrinhos Tintim, Auguste, juntamente com seu irmão Jean, é considerado a inspiração para o nome do personagem Capitão Jean-Luc Picard, da série Jornada nas Estrelas - A Nova Geração.